# Brumetz
Brumetz je francouzská obec v departementu Aisne v regionu Hauts-de-France. V roce 2011 zde žilo 221 obyvatel.

## Sousední obce
Chézy-en-Orxois, Coulombs-en-Valois (Seine-et-Marne), Gandelu, Montigny-l'Allier,

## Vývoj počtu obyvatel
Počet obyvatel 